# Sandrigo
Sandrigo is een gemeente in de Italiaanse provincie Vicenza (regio Veneto) en telt 8336 inwoners (31-12-2012). De oppervlakte bedraagt 28,0 km², de bevolkingsdichtheid is 297,7 inwoners per km².
De volgende frazioni maken deel uit van de gemeente: Ancignano, Lupia, Lupiola.

## Demografie
.Het aantal inwoners steeg in de periode 1991-2012 met 15,6% volgens getallen uit de tienjaarlijkse volkstellingen van ISTAT.
| Jaar | Inwoneraantal |
| ---- | ------------- |
| 1991 | 7210          |
| 2001 | 7904          |
| 2004 | 8148          |
| 2012 | 8336          |

## Geografie
Sandrigo grenst aan de volgende gemeenten: Bolzano Vicentino, Breganze, Bressanvido, Dueville, Montecchio Precalcino, Monticello Conte Otto, Pozzoleone, Schiavon.

## Geboren
- Filippo Pozzato (1981), wielrenner
- Alessandra Viero (1981), journaliste